# Tour de Romandia 2018
El Tour de Romandia 2018 fou la 72a edició del Tour de Romandia. La cursa es disputà entre el 24 i el 29 d'abril de 2018 sobre un recorregut de 685,42 km per carreteres suïsses, distribuïts en sis etapes. Aquesta era la dinovena prova de l'UCI World Tour 2018.
El vencedor final fou l'eslovè Primož Roglič (Lotto NL-Jumbo). Egan Bernal (Team Sky) i Richie Porte (BMC Racing) completaren el podi.

## Equips
En ser el Tour de Romandia una cursa de l'UCI World Tour els 18 equip amb categoria World Tour tenen el dret i obligació a prendre-hi part. A banda, l'organitzador va convidar un equip continental professional, per totalitzar un gran grup amb 19 equips i 133 corredors.
| WorldTeams (18)- AG2R La Mondiale - Astana - Bahrain-Merida - BMC Racing Team - Bora-Hansgrohe - Dimension Data - EF Education First-Drapac p/b Cannondale - Groupama-FDJ - Katusha-Alpecin - Lotto NL-Jumbo - Lotto Soudal - Mitchelton-Scott - Movistar Team - Quick-Step Floors - Sky - Team Sunweb - Trek-Segafredo - UAE Team Emirates Equip continental professional- Wanty-Groupe Gobert |
| |

## Etapes
| Etapa    | Data      | Ciutats d'etapa              | type                    | Distància (km) | Vencedor de l'etapa   | Líder de la general |
| -------- | --------- | ---------------------------- | ----------------------- | -------------- | --------------------- | ------------------- |
| Pròleg   | 24 de abr | Friburg – Friburg            | pròleg                  | 4,02           | Michael Matthews      | Michael Matthews    |
| 1a etapa | 25 de abr | Friburg – Delémont           | etapa de mitja muntanya | 166,6          | Omar Fraile Matarranz | Primož Roglič       |
| 2a etapa | 26 de abr | Delémont – Yverdon-les-Bains | etapa de mitja muntanya | 173,9          | Thomas De Gendt       | Primož Roglič       |
| 3a etapa | 27 de abr | Ollon – Villars-sur-Ollon    | cronoescalada           | 9,9            | Egan Bernal Gómez     | Primož Roglič       |
| 4a etapa | 28 de abr | Sion – Sion                  | etapa de muntanya       | 149,2          | Jakob Fuglsang        | Primož Roglič       |
| 5a etapa | 29 de abr | Mont-sur-Rolle – Ginebra     | etapa de mitja muntanya | 181,8          | Pascal Ackermann      | Primož Roglič       |

### Pròleg
| \| Classificació de l'etapa \| Classificació de l'etapa \| Classificació de l'etapa \| Classificació de l'etapa \| Classificació de l'etapa \| \| Corredor \| Corredor \| Equip \| Temps \| \| \| ------------------------ \| ------------------------ \| ------------------------- \| ------------------------ \| ------------------------ \| \| 1r \| Michael Matthews \| Team Sunweb \| 5' 33" \| \| \| 2n \| Tom Bohli \| BMC Racing Team \| + 1" \| \| \| 3r \| Primož Roglič \| LottoNL-Jumbo \| + 1" \| \| \| 4t \| Rohan Dennis \| BMC Racing Team \| + 1" \| \| \| 5è \| Victor Campenaerts \| Lotto-Soudal \| + 5" \| \| \| 6è \| Geraint Thomas \| Team Sky \| + 5" \| \| \| 7è \| William Clarke \| EF Education First-Drapac \| + 6" \| \| \| 8è \| Diego Rosa \| Team Sky \| + 6" \| \| \| 9è \| Pierre Latour \| AG2R La Mondiale \| + 6" \| \| \| 10è \| Gorka Izagirre Insausti \| Bahrain-Merida \| + 9" \| \| |                         |                           |        |
| |                         |                           |        |
| Font: ProCyclingStats |                         |                           |        |
| Classificació de l'etapa |                         |                           |        |
| Corredor | Corredor                | Equip                     | Temps  |
| 1r | Michael Matthews        | Team Sunweb               | 5' 33" |
| 2n | Tom Bohli               | BMC Racing Team           | + 1"   |
| 3r | Primož Roglič           | LottoNL-Jumbo             | + 1"   |
| 4t | Rohan Dennis            | BMC Racing Team           | + 1"   |
| 5è | Victor Campenaerts      | Lotto-Soudal              | + 5"   |
| 6è | Geraint Thomas          | Team Sky                  | + 5"   |
| 7è | William Clarke          | EF Education First-Drapac | + 6"   |
| 8è | Diego Rosa              | Team Sky                  | + 6"   |
| 9è | Pierre Latour           | AG2R La Mondiale          | + 6"   |
| 10è | Gorka Izagirre Insausti | Bahrain-Merida            | + 9"   |

| \| Classificació general \| Classificació general \| Classificació general \| Classificació general \| Classificació general \| \| Corredor \| Corredor \| Equip \| Temps \| \| \| --------------------- \| ----------------------- \| ------------------------- \| --------------------- \| --------------------- \| \| 1r \| Michael Matthews \| Team Sunweb \| 5' 33" \| \| \| 2n \| Tom Bohli \| BMC Racing Team \| + 1" \| \| \| 3r \| Primož Roglič \| LottoNL-Jumbo \| + 1" \| \| \| 4t \| Rohan Dennis \| BMC Racing Team \| + 1" \| \| \| 5è \| Victor Campenaerts \| Lotto-Soudal \| + 5" \| \| \| 6è \| Geraint Thomas \| Team Sky \| + 5" \| \| \| 7è \| William Clarke \| EF Education First-Drapac \| + 6" \| \| \| 8è \| Diego Rosa \| Team Sky \| + 6" \| \| \| 9è \| Pierre Latour \| AG2R La Mondiale \| + 6" \| \| \| 10è \| Gorka Izagirre Insausti \| Bahrain-Merida \| + 9" \| \| |                         |                           |        |
| |                         |                           |        |
| Font: ProCyclingStats |                         |                           |        |
| Classificació general |                         |                           |        |
| Corredor | Corredor                | Equip                     | Temps  |
| 1r | Michael Matthews        | Team Sunweb               | 5' 33" |
| 2n | Tom Bohli               | BMC Racing Team           | + 1"   |
| 3r | Primož Roglič           | LottoNL-Jumbo             | + 1"   |
| 4t | Rohan Dennis            | BMC Racing Team           | + 1"   |
| 5è | Victor Campenaerts      | Lotto-Soudal              | + 5"   |
| 6è | Geraint Thomas          | Team Sky                  | + 5"   |
| 7è | William Clarke          | EF Education First-Drapac | + 6"   |
| 8è | Diego Rosa              | Team Sky                  | + 6"   |
| 9è | Pierre Latour           | AG2R La Mondiale          | + 6"   |
| 10è | Gorka Izagirre Insausti | Bahrain-Merida            | + 9"   |

### Etapa 1
| \| Classificació de l'etapa \| Classificació de l'etapa \| Classificació de l'etapa \| Classificació de l'etapa \| Classificació de l'etapa \| \| Corredor \| Corredor \| Equip \| Temps \| \| \| ------------------------ \| -------------------------- \| ------------------------ \| ------------------------ \| ------------------------ \| \| 1r \| Omar Fraile Matarranz \| Astana \| 4h 03' 42" \| \| \| 2n \| Sonny Colbrelli \| Bahrain-Merida \| + 0" \| \| \| 3r \| Rui Alberto Faria da Costa \| UAE Team Emirates \| + 0" \| \| \| 4t \| Rudy Molard \| Groupama-FDJ \| + 0" \| \| \| 5è \| Gorka Izagirre Insausti \| Bahrain-Merida \| + 0" \| \| \| 6è \| Egan Bernal Gómez \| Team Sky \| + 0" \| \| \| 7è \| Pierre Latour \| AG2R La Mondiale \| + 0" \| \| \| 8è \| Xandro Meurisse \| Wanty-Groupe Gobert \| + 0" \| \| \| 9è \| Merhawi Kudus \| Dimension Data \| + 0" \| \| \| 10è \| Eros Capecchi \| Quick-Step Floors \| + 0" \| \| |                            |                     |            |
| |                            |                     |            |
| Font: ProCyclingStats |                            |                     |            |
| Classificació de l'etapa |                            |                     |            |
| Corredor | Corredor                   | Equip               | Temps      |
| 1r | Omar Fraile Matarranz      | Astana              | 4h 03' 42" |
| 2n | Sonny Colbrelli            | Bahrain-Merida      | + 0"       |
| 3r | Rui Alberto Faria da Costa | UAE Team Emirates   | + 0"       |
| 4t | Rudy Molard                | Groupama-FDJ        | + 0"       |
| 5è | Gorka Izagirre Insausti    | Bahrain-Merida      | + 0"       |
| 6è | Egan Bernal Gómez          | Team Sky            | + 0"       |
| 7è | Pierre Latour              | AG2R La Mondiale    | + 0"       |
| 8è | Xandro Meurisse            | Wanty-Groupe Gobert | + 0"       |
| 9è | Merhawi Kudus              | Dimension Data      | + 0"       |
| 10è | Eros Capecchi              | Quick-Step Floors   | + 0"       |

| \| Classificació general \| Classificació general \| Classificació general \| Classificació general \| Classificació general \| \| Corredor \| Corredor \| Equip \| Temps \| \| \| --------------------- \| ---------------------------- \| ------------------------- \| --------------------- \| --------------------- \| \| 1r \| Primož Roglič \| LottoNL-Jumbo \| 4h 09' 16" \| \| \| 2n \| Rohan Dennis \| BMC Racing Team \| + 0" \| \| \| 3r \| Geraint Thomas \| Team Sky \| + 4" \| \| \| 4t \| Diego Rosa \| Team Sky \| + 5" \| \| \| 5è \| Pierre Latour \| AG2R La Mondiale \| + 5" \| \| \| 6è \| Gorka Izagirre Insausti \| Bahrain-Merida \| + 8" \| \| \| 7è \| Egan Bernal Gómez \| Team Sky \| + 10" \| \| \| 8è \| Jonathan Castroviejo Nicolás \| Team Sky \| + 10" \| \| \| 9è \| Pierre Rolland \| EF Education First-Drapac \| + 10" \| \| \| 10è \| Richie Porte \| BMC Racing Team \| + 13" \| \| |                              |                           |            |
| |                              |                           |            |
| Font: ProCyclingStats |                              |                           |            |
| Classificació general |                              |                           |            |
| Corredor | Corredor                     | Equip                     | Temps      |
| 1r | Primož Roglič                | LottoNL-Jumbo             | 4h 09' 16" |
| 2n | Rohan Dennis                 | BMC Racing Team           | + 0"       |
| 3r | Geraint Thomas               | Team Sky                  | + 4"       |
| 4t | Diego Rosa                   | Team Sky                  | + 5"       |
| 5è | Pierre Latour                | AG2R La Mondiale          | + 5"       |
| 6è | Gorka Izagirre Insausti      | Bahrain-Merida            | + 8"       |
| 7è | Egan Bernal Gómez            | Team Sky                  | + 10"      |
| 8è | Jonathan Castroviejo Nicolás | Team Sky                  | + 10"      |
| 9è | Pierre Rolland               | EF Education First-Drapac | + 10"      |
| 10è | Richie Porte                 | BMC Racing Team           | + 13"      |

### Etapa 2
| \| Classificació de l'etapa \| Classificació de l'etapa \| Classificació de l'etapa \| Classificació de l'etapa \| Classificació de l'etapa \| \| Corredor \| Corredor \| Equip \| Temps \| \| \| ------------------------ \| ------------------------ \| ------------------------ \| ------------------------ \| ------------------------ \| \| 1r \| Thomas De Gendt \| Lotto-Soudal \| 4h 03' 05" \| \| \| 2n \| Sonny Colbrelli \| Bahrain-Merida \| + 2' 04" \| \| \| 3r \| Samuel Dumoulin \| AG2R La Mondiale \| + 2' 04" \| \| \| 4t \| Michael Matthews \| Team Sunweb \| + 2' 04" \| \| \| 5è \| Michael Mørkøv \| Quick-Step Floors \| + 2' 04" \| \| \| 6è \| Xandro Meurisse \| Wanty-Groupe Gobert \| + 2' 04" \| \| \| 7è \| Diego Rosa \| Team Sky \| + 2' 04" \| \| \| 8è \| Egan Bernal Gómez \| Team Sky \| + 2' 04" \| \| \| 9è \| Pierre Latour \| AG2R La Mondiale \| + 2' 04" \| \| \| 10è \| Antoine Duchesne \| Groupama-FDJ \| + 2' 04" \| \| |                   |                     |            |
| |                   |                     |            |
| Font: ProCyclingStats |                   |                     |            |
| Classificació de l'etapa |                   |                     |            |
| Corredor | Corredor          | Equip               | Temps      |
| 1r | Thomas De Gendt   | Lotto-Soudal        | 4h 03' 05" |
| 2n | Sonny Colbrelli   | Bahrain-Merida      | + 2' 04"   |
| 3r | Samuel Dumoulin   | AG2R La Mondiale    | + 2' 04"   |
| 4t | Michael Matthews  | Team Sunweb         | + 2' 04"   |
| 5è | Michael Mørkøv    | Quick-Step Floors   | + 2' 04"   |
| 6è | Xandro Meurisse   | Wanty-Groupe Gobert | + 2' 04"   |
| 7è | Diego Rosa        | Team Sky            | + 2' 04"   |
| 8è | Egan Bernal Gómez | Team Sky            | + 2' 04"   |
| 9è | Pierre Latour     | AG2R La Mondiale    | + 2' 04"   |
| 10è | Antoine Duchesne  | Groupama-FDJ        | + 2' 04"   |

| \| Classificació general \| Classificació general \| Classificació general \| Classificació general \| Classificació general \| \| Corredor \| Corredor \| Equip \| Temps \| \| \| --------------------- \| ---------------------------- \| ------------------------- \| --------------------- \| --------------------- \| \| 1r \| Primož Roglič \| LottoNL-Jumbo \| 8h 14' 25" \| \| \| 2n \| Rohan Dennis \| BMC Racing Team \| + 0" \| \| \| 3r \| Geraint Thomas \| Team Sky \| + 4" \| \| \| 4t \| Diego Rosa \| Team Sky \| + 5" \| \| \| 5è \| Pierre Latour \| AG2R La Mondiale \| + 5" \| \| \| 6è \| Gorka Izagirre Insausti \| Bahrain-Merida \| + 8" \| \| \| 7è \| Egan Bernal Gómez \| Team Sky \| + 10" \| \| \| 8è \| Jonathan Castroviejo Nicolás \| Team Sky \| + 10" \| \| \| 9è \| Pierre Rolland \| EF Education First-Drapac \| + 10" \| \| \| 10è \| Richie Porte \| BMC Racing Team \| + 13" \| \| |                              |                           |            |
| |                              |                           |            |
| Font: ProCyclingStats |                              |                           |            |
| Classificació general |                              |                           |            |
| Corredor | Corredor                     | Equip                     | Temps      |
| 1r | Primož Roglič                | LottoNL-Jumbo             | 8h 14' 25" |
| 2n | Rohan Dennis                 | BMC Racing Team           | + 0"       |
| 3r | Geraint Thomas               | Team Sky                  | + 4"       |
| 4t | Diego Rosa                   | Team Sky                  | + 5"       |
| 5è | Pierre Latour                | AG2R La Mondiale          | + 5"       |
| 6è | Gorka Izagirre Insausti      | Bahrain-Merida            | + 8"       |
| 7è | Egan Bernal Gómez            | Team Sky                  | + 10"      |
| 8è | Jonathan Castroviejo Nicolás | Team Sky                  | + 10"      |
| 9è | Pierre Rolland               | EF Education First-Drapac | + 10"      |
| 10è | Richie Porte                 | BMC Racing Team           | + 13"      |

### Etapa 3
| \| Classificació de l'etapa \| Classificació de l'etapa \| Classificació de l'etapa \| Classificació de l'etapa \| Classificació de l'etapa \| \| Corredor \| Corredor \| Equip \| Temps \| \| \| ------------------------ \| -------------------------- \| ------------------------ \| ------------------------ \| ------------------------ \| \| 1r \| Egan Bernal Gómez \| Team Sky \| 25' 10" \| \| \| 2n \| Primož Roglič \| LottoNL-Jumbo \| + 4" \| \| \| 3r \| Richie Porte \| BMC Racing Team \| + 18" \| \| \| 4t \| Steven Kruijswijk \| LottoNL-Jumbo \| + 48" \| \| \| 5è \| Rui Alberto Faria da Costa \| UAE Team Emirates \| + 1' 06" \| \| \| 6è \| Pierre Latour \| AG2R La Mondiale \| + 1' 21" \| \| \| 7è \| Rohan Dennis \| BMC Racing Team \| + 1' 26" \| \| \| 8è \| Daniel Martin \| UAE Team Emirates \| + 1' 28" \| \| \| 9è \| Emanuel Buchmann \| Bora-Hansgrohe \| + 1' 30" \| \| \| 10è \| Simon Špilak \| Katusha-Alpecin \| + 1' 43" \| \| |                            |                   |          |
| |                            |                   |          |
| Font: ProCyclingStats |                            |                   |          |
| Classificació de l'etapa |                            |                   |          |
| Corredor | Corredor                   | Equip             | Temps    |
| 1r | Egan Bernal Gómez          | Team Sky          | 25' 10"  |
| 2n | Primož Roglič              | LottoNL-Jumbo     | + 4"     |
| 3r | Richie Porte               | BMC Racing Team   | + 18"    |
| 4t | Steven Kruijswijk          | LottoNL-Jumbo     | + 48"    |
| 5è | Rui Alberto Faria da Costa | UAE Team Emirates | + 1' 06" |
| 6è | Pierre Latour              | AG2R La Mondiale  | + 1' 21" |
| 7è | Rohan Dennis               | BMC Racing Team   | + 1' 26" |
| 8è | Daniel Martin              | UAE Team Emirates | + 1' 28" |
| 9è | Emanuel Buchmann           | Bora-Hansgrohe    | + 1' 30" |
| 10è | Simon Špilak               | Katusha-Alpecin   | + 1' 43" |

| \| Classificació general \| Classificació general \| Classificació general \| Classificació general \| Classificació general \| \| Corredor \| Corredor \| Equip \| Temps \| \| \| --------------------- \| -------------------------- \| --------------------- \| --------------------- \| --------------------- \| \| 1r \| Primož Roglič \| LottoNL-Jumbo \| 8h 39' 39" \| \| \| 2n \| Egan Bernal Gómez \| Team Sky \| + 6" \| \| \| 3r \| Richie Porte \| BMC Racing Team \| + 27" \| \| \| 4t \| Steven Kruijswijk \| LottoNL-Jumbo \| + 1' 02" \| \| \| 5è \| Rui Alberto Faria da Costa \| UAE Team Emirates \| + 1' 17" \| \| \| 6è \| Rohan Dennis \| BMC Racing Team \| + 1' 22" \| \| \| 7è \| Pierre Latour \| AG2R La Mondiale \| + 1' 22" \| \| \| 8è \| Daniel Martin \| UAE Team Emirates \| + 1' 42" \| \| \| 9è \| Emanuel Buchmann \| Bora-Hansgrohe \| + 1' 42" \| \| \| 10è \| Ion Izagirre Insausti \| Bahrain-Merida \| + 1' 55" \| \| |                            |                   |            |
| |                            |                   |            |
| Font: ProCyclingStats |                            |                   |            |
| Classificació general |                            |                   |            |
| Corredor | Corredor                   | Equip             | Temps      |
| 1r | Primož Roglič              | LottoNL-Jumbo     | 8h 39' 39" |
| 2n | Egan Bernal Gómez          | Team Sky          | + 6"       |
| 3r | Richie Porte               | BMC Racing Team   | + 27"      |
| 4t | Steven Kruijswijk          | LottoNL-Jumbo     | + 1' 02"   |
| 5è | Rui Alberto Faria da Costa | UAE Team Emirates | + 1' 17"   |
| 6è | Rohan Dennis               | BMC Racing Team   | + 1' 22"   |
| 7è | Pierre Latour              | AG2R La Mondiale  | + 1' 22"   |
| 8è | Daniel Martin              | UAE Team Emirates | + 1' 42"   |
| 9è | Emanuel Buchmann           | Bora-Hansgrohe    | + 1' 42"   |
| 10è | Ion Izagirre Insausti      | Bahrain-Merida    | + 1' 55"   |

### Etapa 4
| \| Classificació de l'etapa \| Classificació de l'etapa \| Classificació de l'etapa \| Classificació de l'etapa \| Classificació de l'etapa \| \| Corredor \| Corredor \| Equip \| Temps \| \| \| ------------------------ \| -------------------------- \| ------------------------ \| ------------------------ \| ------------------------ \| \| 1r \| Jakob Fuglsang \| Astana \| 4h 18' 48" \| \| \| 2n \| Primož Roglič \| LottoNL-Jumbo \| + 48" \| \| \| 3r \| Egan Bernal Gómez \| Team Sky \| + 48" \| \| \| 4t \| Rui Alberto Faria da Costa \| UAE Team Emirates \| + 48" \| \| \| 5è \| Richie Porte \| BMC Racing Team \| + 50" \| \| \| 6è \| Rohan Dennis \| BMC Racing Team \| + 2' 09" \| \| \| 7è \| Pierre Latour \| AG2R La Mondiale \| + 2' 09" \| \| \| 8è \| Jaime Rosón García \| Movistar Team \| + 2' 09" \| \| \| 9è \| Emanuel Buchmann \| Bora-Hansgrohe \| + 2' 09" \| \| \| 10è \| Merhawi Kudus \| Dimension Data \| + 2' 09" \| \| |                            |                   |            |
| |                            |                   |            |
| Font: ProCyclingStats |                            |                   |            |
| Classificació de l'etapa |                            |                   |            |
| Corredor | Corredor                   | Equip             | Temps      |
| 1r | Jakob Fuglsang             | Astana            | 4h 18' 48" |
| 2n | Primož Roglič              | LottoNL-Jumbo     | + 48"      |
| 3r | Egan Bernal Gómez          | Team Sky          | + 48"      |
| 4t | Rui Alberto Faria da Costa | UAE Team Emirates | + 48"      |
| 5è | Richie Porte               | BMC Racing Team   | + 50"      |
| 6è | Rohan Dennis               | BMC Racing Team   | + 2' 09"   |
| 7è | Pierre Latour              | AG2R La Mondiale  | + 2' 09"   |
| 8è | Jaime Rosón García         | Movistar Team     | + 2' 09"   |
| 9è | Emanuel Buchmann           | Bora-Hansgrohe    | + 2' 09"   |
| 10è | Merhawi Kudus              | Dimension Data    | + 2' 09"   |

| \| Classificació general \| Classificació general \| Classificació general \| Classificació general \| Classificació general \| \| Corredor \| Corredor \| Equip \| Temps \| \| \| --------------------- \| -------------------------- \| --------------------- \| --------------------- \| --------------------- \| \| 1r \| Primož Roglič \| LottoNL-Jumbo \| 12h 59' 09" \| \| \| 2n \| Egan Bernal Gómez \| Team Sky \| + 8" \| \| \| 3r \| Richie Porte \| BMC Racing Team \| + 35" \| \| \| 4t \| Jakob Fuglsang \| Astana \| + 1' 16" \| \| \| 5è \| Rui Alberto Faria da Costa \| UAE Team Emirates \| + 1' 23" \| \| \| 6è \| Steven Kruijswijk \| LottoNL-Jumbo \| + 2' 32" \| \| \| 7è \| Rohan Dennis \| BMC Racing Team \| + 2' 49" \| \| \| 8è \| Pierre Latour \| AG2R La Mondiale \| + 2' 49" \| \| \| 9è \| Emanuel Buchmann \| Bora-Hansgrohe \| + 3' 09" \| \| \| 10è \| Daniel Martin \| UAE Team Emirates \| + 3' 12" \| \| |                            |                   |             |
| |                            |                   |             |
| Font: ProCyclingStats |                            |                   |             |
| Classificació general |                            |                   |             |
| Corredor | Corredor                   | Equip             | Temps       |
| 1r | Primož Roglič              | LottoNL-Jumbo     | 12h 59' 09" |
| 2n | Egan Bernal Gómez          | Team Sky          | + 8"        |
| 3r | Richie Porte               | BMC Racing Team   | + 35"       |
| 4t | Jakob Fuglsang             | Astana            | + 1' 16"    |
| 5è | Rui Alberto Faria da Costa | UAE Team Emirates | + 1' 23"    |
| 6è | Steven Kruijswijk          | LottoNL-Jumbo     | + 2' 32"    |
| 7è | Rohan Dennis               | BMC Racing Team   | + 2' 49"    |
| 8è | Pierre Latour              | AG2R La Mondiale  | + 2' 49"    |
| 9è | Emanuel Buchmann           | Bora-Hansgrohe    | + 3' 09"    |
| 10è | Daniel Martin              | UAE Team Emirates | + 3' 12"    |

### Etapa 5
| \| Classificació de l'etapa \| Classificació de l'etapa \| Classificació de l'etapa \| Classificació de l'etapa \| Classificació de l'etapa \| \| Corredor \| Corredor \| Equip \| Temps \| \| \| ------------------------ \| ------------------------ \| ------------------------ \| ------------------------ \| ------------------------ \| \| 1r \| Pascal Ackermann \| Bora-Hansgrohe \| 4h 09' 51" \| \| \| 2n \| Michael Mørkøv \| Quick-Step Floors \| + 0" \| \| \| 3r \| Roberto Ferrari \| UAE Team Emirates \| + 0" \| \| \| 4t \| Timothy Dupont \| Wanty-Groupe Gobert \| + 0" \| \| \| 5è \| Rüdiger Selig \| Bora-Hansgrohe \| + 0" \| \| \| 6è \| Sonny Colbrelli \| Bahrain-Merida \| + 0" \| \| \| 7è \| Benjamin Thomas \| Groupama-FDJ \| + 0" \| \| \| 8è \| Jens Keukeleire \| Lotto-Soudal \| + 0" \| \| \| 9è \| Michael Albasini \| Mitchelton-Scott \| + 0" \| \| \| 10è \| Samuel Dumoulin \| AG2R La Mondiale \| + 0" \| \| |                  |                     |            |
| |                  |                     |            |
| Font: ProCyclingStats |                  |                     |            |
| Classificació de l'etapa |                  |                     |            |
| Corredor | Corredor         | Equip               | Temps      |
| 1r | Pascal Ackermann | Bora-Hansgrohe      | 4h 09' 51" |
| 2n | Michael Mørkøv   | Quick-Step Floors   | + 0"       |
| 3r | Roberto Ferrari  | UAE Team Emirates   | + 0"       |
| 4t | Timothy Dupont   | Wanty-Groupe Gobert | + 0"       |
| 5è | Rüdiger Selig    | Bora-Hansgrohe      | + 0"       |
| 6è | Sonny Colbrelli  | Bahrain-Merida      | + 0"       |
| 7è | Benjamin Thomas  | Groupama-FDJ        | + 0"       |
| 8è | Jens Keukeleire  | Lotto-Soudal        | + 0"       |
| 9è | Michael Albasini | Mitchelton-Scott    | + 0"       |
| 10è | Samuel Dumoulin  | AG2R La Mondiale    | + 0"       |

## Classificacions finals

### Classificació general
| \| Classificació general \| Classificació general \| Classificació general \| Classificació general \| Classificació general \| \| Corredor \| Corredor \| Equip \| Temps \| \| \| --------------------- \| -------------------------- \| --------------------- \| --------------------- \| --------------------- \| \| 1r \| Primož Roglič \| LottoNL-Jumbo \| 17h 09' 00" \| \| \| 2n \| Egan Bernal Gómez \| Team Sky \| + 8" \| \| \| 3r \| Richie Porte \| BMC Racing Team \| + 35" \| \| \| 4t \| Jakob Fuglsang \| Astana \| + 1' 16" \| \| \| 5è \| Rui Alberto Faria da Costa \| UAE Team Emirates \| + 1' 23" \| \| \| 6è \| Steven Kruijswijk \| LottoNL-Jumbo \| + 2' 32" \| \| \| 7è \| Rohan Dennis \| BMC Racing Team \| + 2' 49" \| \| \| 8è \| Pierre Latour \| AG2R La Mondiale \| + 2' 49" \| \| \| 9è \| Emanuel Buchmann \| Bora-Hansgrohe \| + 3' 09" \| \| \| 10è \| Daniel Martin \| UAE Team Emirates \| + 3' 12" \| \| |                            |                   |             |
| |                            |                   |             |
| Font: ProCyclingStats |                            |                   |             |
| Classificació general |                            |                   |             |
| Corredor | Corredor                   | Equip             | Temps       |
| 1r | Primož Roglič              | LottoNL-Jumbo     | 17h 09' 00" |
| 2n | Egan Bernal Gómez          | Team Sky          | + 8"        |
| 3r | Richie Porte               | BMC Racing Team   | + 35"       |
| 4t | Jakob Fuglsang             | Astana            | + 1' 16"    |
| 5è | Rui Alberto Faria da Costa | UAE Team Emirates | + 1' 23"    |
| 6è | Steven Kruijswijk          | LottoNL-Jumbo     | + 2' 32"    |
| 7è | Rohan Dennis               | BMC Racing Team   | + 2' 49"    |
| 8è | Pierre Latour              | AG2R La Mondiale  | + 2' 49"    |
| 9è | Emanuel Buchmann           | Bora-Hansgrohe    | + 3' 09"    |
| 10è | Daniel Martin              | UAE Team Emirates | + 3' 12"    |

### Classificacions secundàries
|   | Ciclista              | Equip              | Punts |
| - | --------------------- | ------------------ | ----- |
| 1 | Thomas De Gendt (BEL) | Lotto Soudal       | 46    |
| 2 | Egan Bernal (COL)     | Team Sky           | 36    |
| 3 | Hugh Carthy (GBR)     | EF Education First | 33    |

|   | Ciclista              | Equip              | Punts |
| - | --------------------- | ------------------ | ----- |
| 1 | Thomas De Gendt (BEL) | Lotto Soudal       | 112   |
| 2 | Primož Roglič (SLO)   | Team LottoNL-Jumbo | 81    |
| 3 | Egan Bernal (COL)     | Team Sky           | 80    |

|   | Ciclista              | Equip              | Temps       |
| - | --------------------- | ------------------ | ----------- |
| 1 | Egan Bernal (COL)     | Team Sky           | 17h 09' 08" |
| 2 | Daniel Martínez (COL) | EF Education First | + 3' 26"    |
| 3 | David Gaudu (FRA)     | Groupama-FDJ       | + 4' 28"    |

|   | Equip                 | País                | Temps       |
| - | --------------------- | ------------------- | ----------- |
| 1 | UAE Team Emirates     | Emirats Àrabs Units | 51h 35' 39" |
| 2 | Astana Qazaqstan Team | Kazakhstan          | + 1' 17"    |
| 3 | Team Sky              | Regne Unit          | + 2' 12"    |

## Evolució de les classificacions
| Etepa | Vencedor         | Classificació general | Classificació de la muntanya | Classificació per punts | Classificació dels joves | Classificació per equips |
| ----- | ---------------- | --------------------- | ---------------------------- | ----------------------- | ------------------------ | ------------------------ |
| P     | Michael Matthews | Michael Matthews      | No atorgat                   | Michael Matthews        | Tom Bohli                | BMC Racing               |
| 1     | Omar Fraile      | Primož Roglič         | Marco Minnaard               | Omar Fraile             | Egan Bernal              | BMC Racing               |
| 2     | Thomas De Gendt  | Primož Roglič         | Marco Minnaard               | Thomas De Gendt         | Egan Bernal              | BMC Racing               |
| 3     | Egan Bernal      | Primož Roglič         | Marco Minnaard               | Thomas De Gendt         | Egan Bernal              | BMC Racing               |
| 4     | Jakob Fuglsang   | Primož Roglič         | Thomas De Gendt              | Thomas De Gendt         | Egan Bernal              | UAE Team Emirates        |
| 5     | Pascal Ackermann | Primož Roglič         | Thomas De Gendt              | Thomas De Gendt         | Egan Bernal              | UAE Team Emirates        |
| Final | Final            | Primož Roglič         | Thomas De Gendt              | Thomas De Gendt         | Egan Bernal              | UAE Team Emirates        |